# 라이프 애즈 어 하우스
《라이프 애즈 어 하우스》(영어: Life as a House)는 미국에서 제작된 어윈 윙클러 감독의 2001년 드라마 영화이다. 케빈 클라인, 크리스틴 스콧 토머스, 헤이든 크리스턴슨, 제나 멀론, 메리 스틴버전 등이 출연하였고, 롭 카원 등이 제작에 참여하였다.

## 줄거리
캐드를 배우길 거부하던 건축 모형 제작자 조지는 다니던 건축 사무소에서 해고된 직후 자신이 암에 걸렸으며 치료 시기를 놓쳤다는 사실을 알게 된다. 조지는 아버지에게서 물려받은 캘리포니아 해변집을 부수고 그 자리에 직접 고안한 집을 짓기로 한다.
조지는 사이가 서먹한 아들 샘이 자신과 함께 여름을 보내도록 강제하지만 샘은 조지를 돕지 않으려 한다. 조지가 돈을 주지 않자 샘은 남창으로 나섰다가 첫 손님에게서 도망친 뒤 조지의 바이코딘을 훔친다.
주변인들이 점차 조지를 돕기 시작하고, 샘 역시 동참한다. 전 아내 로빈은 조지를 새롭게 바라보게 되면서 옛 감정을 되살린다.
그러나 이웃 데이비드는 건물 높이가 허용 규정치를 6 인치 초과한다는 이유로 공사를 중단시키려고 하는데...

## 출연진
- 케빈 클라인 - 조지 먼로 역
- 크리스틴 스콧 토머스 - 로빈 킴벌 역: 전 아내.
- 헤이든 크리스턴슨 - 샘 먼로 역: 아들.
- 제나 멀론 - 얼리사 벡 역: 이웃. 샘의 동급생.
- 메리 스틴버전 - 콜린 벡 역: 얼리사의 어머니.
- 제이미 셰리든 - 피터 킴벌 역: 로빈의 재혼 상대. 샘의 새아버지. 부유한 투자가.
- 이언 서머홀더 - 조시 역
- 스콧 배큘라 - 커트 워커 역: 동네 경찰.
- 샘 로바즈 - 데이비드 도코스 역: 이웃.
- 존 팬코 - 브라이언 버크 역
- 마이크 와인버그 - 애덤 킴벌 역: 샘의 동생.
- 스코티 레븐워스 - 라이언 킴벌 역: 샘의 동생.
- 배리 프라이머스 - 톰 역

## 기타 제작진
- 배역: 세라 헤일리 핀, 랜디 힐러
- 미술: J. 데니스 워싱턴
- 의상: 몰리 매기니스